# Daemonorops rubra
Daemonorops rubra är en enhjärtbladig växtart som först beskrevs av Caspar Georg Carl Reinwardt och Carl Friedrich Philipp von Martius, och fick sitt nu gällande namn av Carl Ludwig von Blume. Daemonorops rubra ingår i släktet Daemonorops och familjen Arecaceae. Inga underarter finns listade i Catalogue of Life.